# Ловел, Джон, 3-й барон Ловел
Джон Ловел (англ. John Lovell; приблизительно сентябрь 1314 — 3 ноября 1347) — английский аристократ, 3-й барон Ловел из Тичмарша с 1314 года, сын Джона Ловела, 2-го барона Ловела, и Мод Бёрнелл (сестры и наследницы барона Бёрнелла). Родился после смерти отца и сразу унаследовал баронский титул и земли в Нортгемптоншире и Оксфордшире с центрами в Тичмарше и Минстер Ловеле соответственно. До 1340 года женился на Изабель ла Зуш, дочери Эдо ла Зуша и Милисент де Контело, внучке Уильяма ла Зуша, 1-го барона Зуша из Харингуорта. В этом браке родились два сына, получившие одно и то же имя, Джон (4-й и 5-й бароны Ловел), и дочь Изабелла, жена Томаса Грина.